# イスクル川
イスクル川（Ѝскър / Iskar）、あるいはイスカル川は、ブルガリアを流れるドナウ川の支流であり、同国をほぼ南北に横切る、ブルガリアで最長の河川である。
イスクル川は上流では3つの河川から成り、西から順に黒イスクル（チェルニ・イスクル）、左イスクル（レヴィ・イスクル）、白イスクル（ベリ・イスクル）と呼ばれており、3つを併せてイスクロヴェ（Искрове / Iskrove）と呼ばれている。リラ山脈の北斜面を流れた後、ブルガリア最大のイスクル貯水池（Iskar Reservoir）に入る。川は首都のソフィアの近くを通り、バルカン山脈を横切る切り立ったイスクル渓谷（Iskar Gorge）を通り、プレヴェン州・グリャンツィ市のギゲン村（Gigen）近くでドナウ川へと注いでいる。イスクル川は、バルカン山脈以南の南ブルガリアに水源を持つ川としては唯一、同山脈を横切って北のドナウ川に至っている。

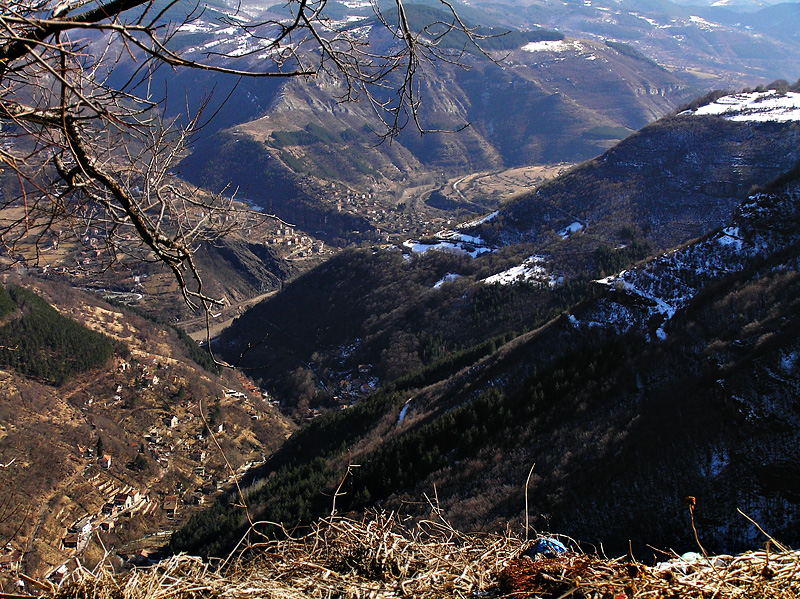
バルカン山脈を横切るイスクル川

イスクル川はペルニク州、ソフィア、ソフィア州、ヴラツァ州、ロヴェチ州、プレヴェン州の7つの州を通過している。ソフィアの上下水道会社ソフィイスカ・ヴォダ（Софийска вода / Sofiyska voda）の主な水源はイスクル川である。
地学的には、イスクル川はバルカン半島最古の河川であり、その後の地質学的変動にかかわらず原初の流路を保っている。

## イスクル川にちなむ命名
南極大陸、サウス・シェトランド諸島のリヴィングストン島にあるイスクル氷河（Iskar Glacier）の名前はイスクル川にちなんで命名されている。

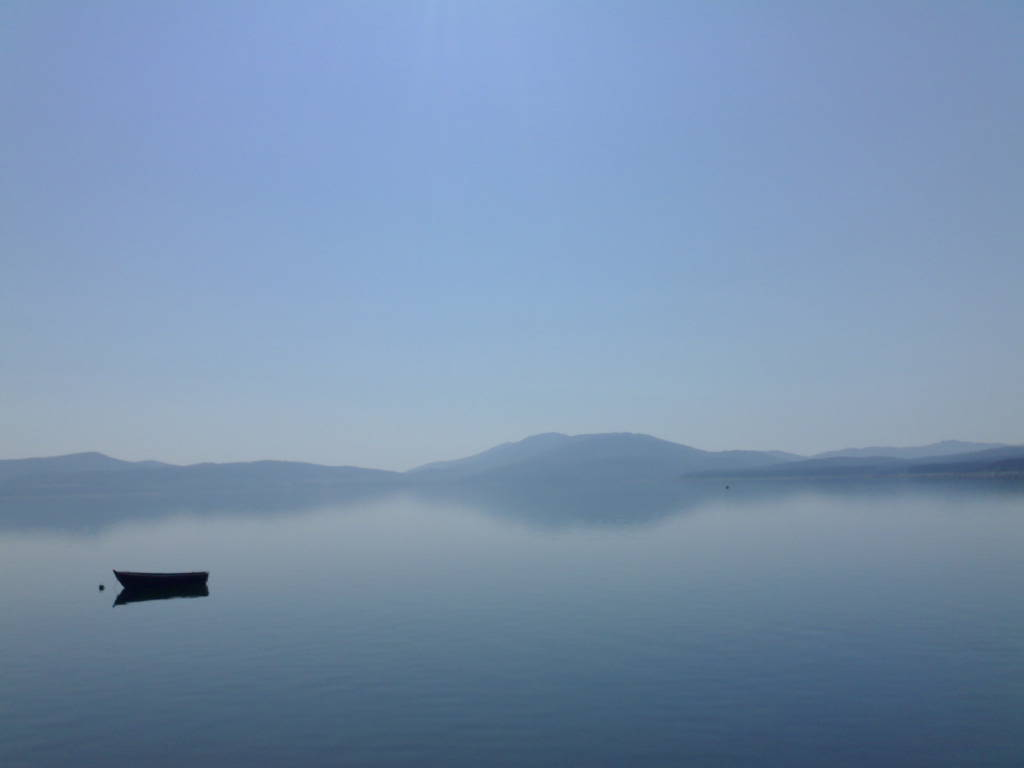
貯水池